# Thrips tabaci
Thrips tabaci är en insektsart som beskrevs av Karl Eduard Lindeman 1889. Thrips tabaci ingår i släktet Thrips och familjen smaltripsar. Arten är reproducerande i Sverige. Inga underarter finns listade i Catalogue of Life.

## Bildgalleri

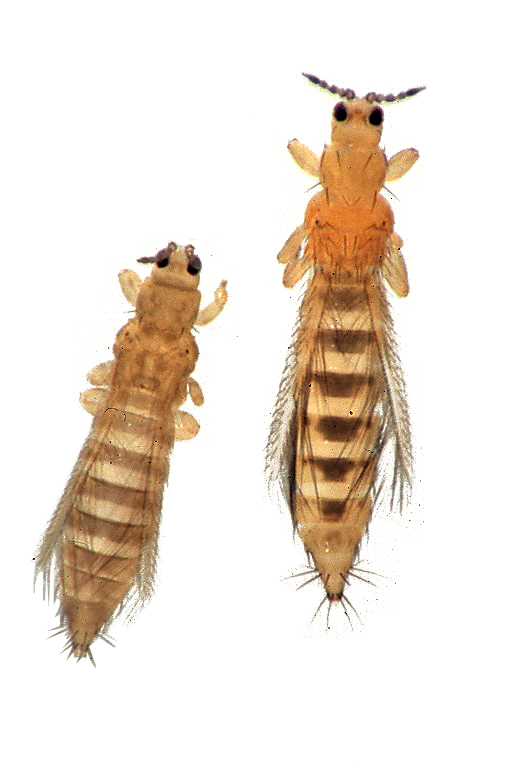